# Пестово (Степановское сельское поселение)
Пестово — деревня в Степановском сельском поселении Галичского района Костромской области России.

## География
Деревня расположена на берегу речки Пемь.

## История
Согласно Спискам населенных мест Российской империи в 1872 году деревня относилась к 1 стану Галичского уезда Костромской губернии. В ней числилось 4 двора, проживало 15 мужчин и 16 женщин.
Согласно переписи населения 1897 года в деревне проживало 42 человека (20 мужчины и 22 женщины).
Согласно Списку населенных мест Костромской губернии в 1907 году деревня относилась к Быковской волости Галичского уезда Костромской губернии. По сведениям волостного правления за 1907 год в ней числилось 8 крестьянских дворов и 53 жителя. Основным занятием жителей деревни, помимо земледелия, был малярный промысел.
До муниципальной реформы 2010 года деревня также входила в состав Степановского сельского поселения.

## Население
| 2008 | 2010 | 2012 | 2014 |
| ---- | ---- | ---- | ---- |
| 0    | →0   | →0   | →0   |